# Crime Story
Crime Story (conocida en Latinoamérica como Historia del Crimen y en España presentada como La Historia del Crimen o Brigada mòvil de Xicago, en la zona catalana)  es una serie de televisión estadounidense, emitida por la cadena NBC que contó con dos temporadas (del 18 de septiembre de 1986 al 10 de mayo de 1988). Fue producida por Michael Mann (el mismo que produjo Miami Vice) y creada por Chuck Adamson y Gustave Reininger.
La serie hizo su debut el 18 de septiembre de 1986 como una película televisiva, un piloto de 2 horas que fue vista en NBC por más de 30 millones de espectadores. Según cuenta New York Times, tiempo después, este capítulo fue emitido en algunas salas de cines seleccionadas. El capítulo debut o TV film, así aparece fichado en IMDb, fue nominado en los premios Primetime Emmy de 1987 en dos categorías: Outstanding sound mixing for a drama series y Outstanding cinematography for a series. Inicialmente la serie fue ubicada en el horario prime time de NBC los días martes a las 9 PM compitiendo contra Luz de luna. Pero en diciembre fue ubicado los días viernes a las 10 PM. posterior a Miami Vice, que era producido por el mismo Michael Mann.

## Cameos y participaciones especiales
Durante las dos temporadas hubo algunas participaciones especiales. En esta serie hizo su debut Julia Roberts. La actriz, oriunda de Georgia, con solo 19 años debutó en el capítulo N° 18 de la primera temporada The survivor. que fue emitido el 13 de febrero de 1987. En este capítulo ella interpreta a una joven que sobrevive a una agresión sexual
El actor Christian Slater participa en el capítulo N° 8 de la primera temporada, emitido el 4 de noviembre de 1986 Old Friends, Dead Ends.
También participa en la serie el actor Ving Rhames quien aparece en el capítulo N° 6 emitido el 14 de octubre de 1986 Abrams for the Defense.
El cantante Paul Anka aparece en el capítulo n° 20 de la primera temporada  Top of the world que fue emitido el 6 de marzo de 1987. En el interpreta a Anthony 'Tony' Dio.

## Trama
El detective Mike Torello, jefe de la Unidad de Crímenes Mayores de Chicago de 1963, debe enfrentar a los temibles gánsteres de la ciudad, encontrando a su némesis Ray Luca, un hampón ambicioso que se vale de todo medio para asegurar su ascenso de las calles hasta llegar a los más altos niveles de la mafia. Ray Luca se convierte en el dolor de cabeza del Teniente Torello (en el doble capítulo piloto de la serie). Al saber que es culpable del asesinato de su amigo policía Johnny O'Donnel (David Caruso) este no lo mata, decisión de la que se arrepiente desde el fondo de su alma y su cacería tras el hábil y escurridizo Luca es obstaculizada debido a que llega a contar con inmunidad otorgada por el Departamento del Estado. Durante la primera temporada se cambiaron de Chicago a Las Vegas.
El final de la primera temporada resultó inesperado. Torello le tiende de una trampa a Ray Luca, quien va a matar a un motel a su competidor por su territorio. Emboscado por Torrello, Ray Luca escapa con su amigo, Paul Taglia, (a) Poli y ambos huyen por el desierto de Nevada. Poli lo esconde en una casa abandonada, donde se refugiaba en sus tiempos del ejército. Luca se da cuenta de que su cómplice ha cometido un gravísimo error ya que el sitio seguro en realidad es un campo de pruebas nucleares del gobierno en el estado de Nuevo México. Salen despavoridos al auto para huir del inminente peligro. La temporada termina con el hongo de la explosión atómica en el horizonte.
Ya en la segunda temporada, el teniente Mike Torello es desplazado a Las Vegas, en una nueva unidad anticrímenes ignorando la suerte de Ray Luca, quien ha salido a salvo de la bomba atómica. Este vuelve a las andadas demacrado y con lesiones a causa de la radiación y con el pelo canoso, pero sin disminuir su capacidad delictiva y ambición de poder. La serie termina y es retirada por la NBC (sin continuación) con Torello y Luca subidos a un avión el cual cae en Sudamérica.

## Reparto
- Dennis Farina: Teniente Mike Torello
- Anthony Denison: Ray Luca
- John Santucci: Pauli Taglia
- Stephen Lang: David Abrams
- Bill Smitrovich: Sgt. Danny Krychek
- Bill Campbell: Detective Joey Indelli
- Paul Butler: Detective Walter Clemmons
- Steve Ryan: Detective Nate Grossman
- Ted Levine: Frank Holman
- Andrew Dice Clay: Max Goldman
- Jon Polito: Phil Bartoli
- Joseph Wiseman: Manny Weisbord
- Darlanne Fluegel: Julie Torello (1986-87)
- Julia Roberts: Tracy (13 de febrero de 1987)
- Christian Slater: Ten boy (4 de noviembre de 1986)
- Ving Rhames: Hector Lincoln (14 de octubre de 1986)
- Paul Anka:  Anthony 'Tony' Dio (6 de marzo de 1987)

## Crítica
La revista Times valoró el estilo noir de la serie ubicandolo como la mejor serie policial de la década. Resalto que Michael Mann quien había logrado un extraño estilo con la serie Miami Vice, la había perfeccionado con este "inquietante drama operístico del inframundo". Además de ello, pondero la actuación de Anthony Denison, quien a juicio de la revista norteamericana se perfilaba como el villano más memorable de la década. Mientras, The New York Times destacó que Dennis Farina podía ser el nuevo Don Johnson de la pantalla chica, al tiempo que recordó que el actor efectivamente fue oficial de policía de Chicago por 18 años.
En el libro The Best of Crime & Detective TV (The Critics' Choice) escrito por Max Allan Collins, lo ubica dentro de las 10 mejores series policiales de todos los tiempos. 

## Crime StoryBSO
Para el opening de la serie se usó una nueva versión del éxito del año 1961 Runaway, canción que interpretó Del Shannon, autoría del propio Del Shannon y Max Crook. El hit que llegó al Billboard Hot 100 el 24 de abril de 1961 fue modificado y grabada una nueva versión para la serie. Del Shannon había recibido una llamada del productor de la serie Michael Mann quien le invitó a ver una cinta sobre un programa que quería emitir NBC: Crime Story. Un programa sobre unos policías de Chicago que luchaban contra el crimen organizado. 
Mann quería usar "Runaway" como tema principal del programa. A pesa de la reticencia original de Del Shannon de involucrar su canción en un programa violento, accedió y a pedido de Michael modificó la letra de modo tal que la canción ya no se refería a dos amantes sino a dos detectives. Shannon pasó 12 horas grabando la canción en Cherokee Recording Studios en Los Ángeles.
La banda de sonido de la serie no ha sido editado oficialmente. Sin embargo según el sitio Discogs existen dos publicaciones no oficiales o piratas. La primera de ellas titulada Crime Story Vol. 1 publicado por Takt Music, en Polonia, en formato casete, incluyendo además de Runaway, éxitos como Hello Mary Lou de Ricky Nelson, Be-Bop-A-Lula de Gene Vincent o Let's Twist Again de Chubby Checker. La segunda se titulaba Crime Story publicado por Triada, una edición no oficial en formato casete en Polonia. En su tracklist además de Runaway incluía éxitos como Rock Around The Clock de Bill Haley, Bye Bye Love de Everly Brothers o una versión extendida de "Crime Story" - Super Extended Mix.